# East Cape Girardeau
East Cape Girardeau – wioska w USA, w stanie Illinois, w hrabstwie Alexander. Według spisu z 2000 wioskę zamieszkuje 437 osób. W 2023 liczba mieszkańców spadła do 259 osób, a gęstość zaludnienia poniżej 50 osób/km².

## Geografia
Wioska zajmuje powierzchnię 5,2 km², z czego 0,1 km² (1,5%) stanowią wody.

## Demografia
Według spisu z 2000 roku wioskę zamieszkuje 437 osób skupionych w 196 gospodarstwach domowych, tworzących 130 rodzin. Gęstość zaludnienia wynosi 85,6 osoby/km². W wiosce znajdują się 235 budynki mieszkalne, a ich gęstość występowania wynosi 46,1 mieszkania/km². Wioskę zamieszkuje 97,25% ludności białej, 0,69% ludności stanowią Afroamerykanie, 0,23% Azjatów, 1,14% ludności innych ras, 0,69% ludności wywodzącej się z dwóch lub więcej ras. Hiszpanie lub Latynosi stanowią 2,29% populacji.
W wiosce są 196 gospodarstwa domowe, w których 32,1% stanowią dzieci poniżej 18 roku życia żyjących z rodzicami, 49,5% stanowią małżeństwa, 14,3% stanowią kobiety nie posiadające męża oraz 33,2% stanowią osoby samotne. 30,1% wszystkich gospodarstw domowych składa się z jednej osoby oraz 12,8% żyjących samotnie ma powyżej 65 roku życia. Średnia wielkość gospodarstwa domowego wynosi 2,23 osoby, natomiast rodziny 2,72 osoby. 
Przedział wiekowy kształtuje się następująco: 22,7% stanowią osoby poniżej 18 roku życia, 8,2% stanowią osoby pomiędzy 18 a 24 rokiem życia, 27,9% stanowią osoby pomiędzy 25 a 44 rokiem życia, 25,6% stanowią osoby pomiędzy 45 a 64 rokiem życia oraz 15,6% stanowią osoby powyżej 65 roku życia. Średni wiek wynosi 39 lat. Na każde 100 kobiet przypada 95,1 mężczyzn. Na każde 100 kobiet powyżej 18 roku życia przypada 94,3 mężczyzn.
Średni dochód dla gospodarstwa domowego wynosi 29 688 dolarów, a dla rodziny wynosi 33 897 dolarów. Dochody mężczyzn wynoszą średnio 31 932 dolarów, a kobiet 16 875 dolarów. Średni dochód na osobę w mieście wynosi 14 420 dolarów. Około 10,9% rodzin i 10,51% populacji miasta żyje poniżej minimum socjalnego, z czego 6,8% jest poniżej 18 roku życia i 9,1% powyżej 65 roku życia.